# Шакат
Шака́т (каз. Шақат) — село у складі Павлодарського району Павлодарської області Казахстану. Адміністративний центр Шакатського сільського округу.
Населення — 725 осіб (2021; 774 у 2009, 869 у 1999, 1171 у 1989).
Національний склад станом на 1989 рік:
- казахи — 49 %
- росіяни — 25 %